# North-Shore-Trail
North-Shore-Trails oder kurz Shores sind Hindernisparcours für Mountainbikes. Sie sind benannt nach den kanadischen North Shore Mountains im Norden Vancouvers. Ursprünglich dienten sie dazu, den kanadischen Mountainbikern Wege durch die weiten, försterfreien Urwälder zu schaffen. So wurden über umgestürzte Bäume, Felsen und Löcher kurzerhand „Hühnerleitern“ gezimmert. Nachdem erste Fotos davon in Mountainbikemagazinen auftauchten, begann die Nutzung der Shores zu Vergnügungszwecken.

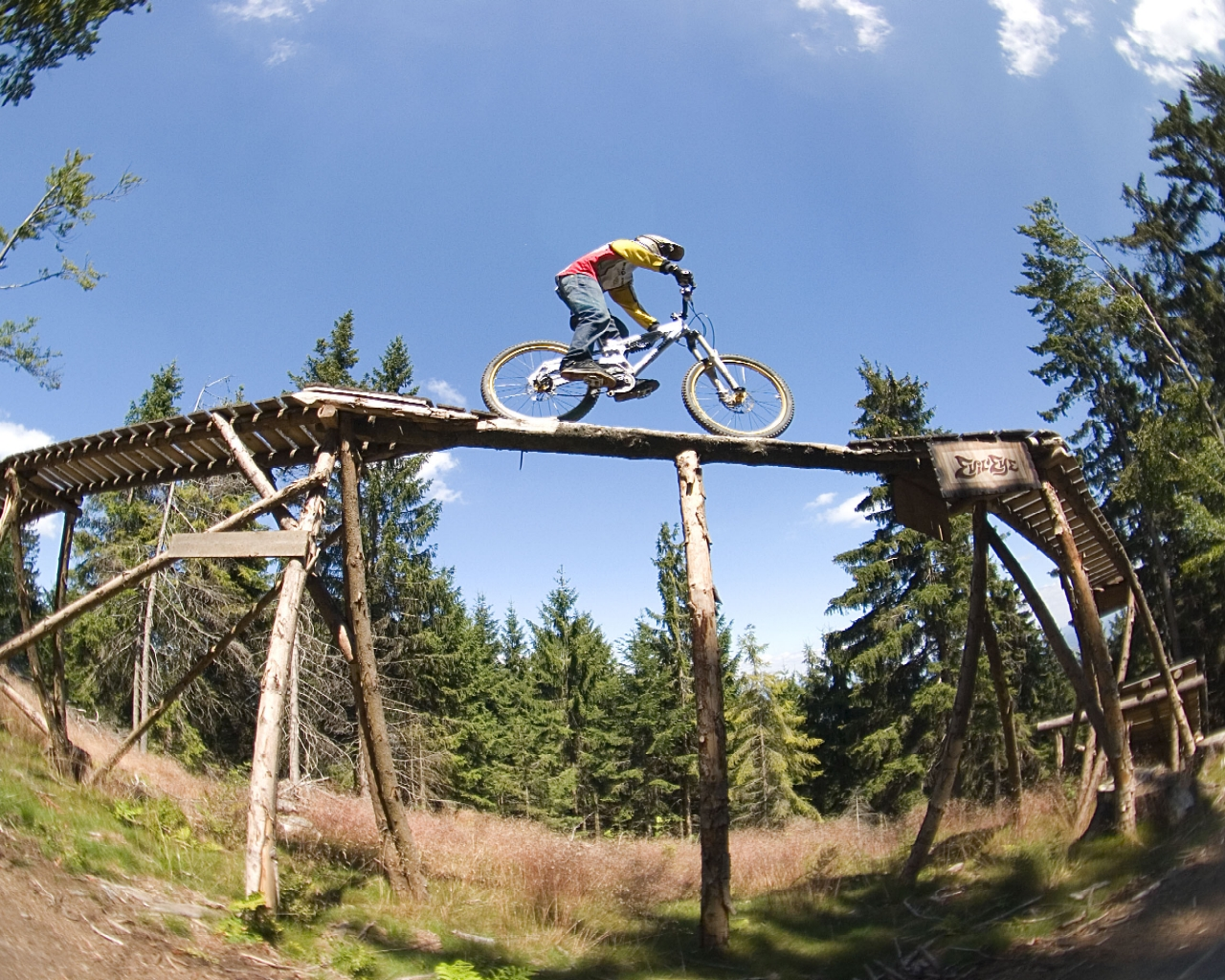
North Shore im Bikepark Bischofsmais in Bayern

North-Shore Trails sehen aus wie waagerecht gelegte Leitern, die mit einem Mountain- bzw. einem Freeridebike befahren werden. Sie haben eine Breite von wenigen Zentimetern bis zu 50 cm und eine Höhe von 0,2 bis zu über 4 m. Diese Trails sind teilweise sehr schwer zu befahren und benötigen ein hohes fahrerisches Können, da meistens Sprünge und enge Kurven eingebaut sind. Einer der größten Mountainbikeparks mit North-Shore-Trails ist der Whistler Mountainbikepark in Kanada. Ein weiterer entstand im Kleinwalsertal. Oft werden diese Trails auch dazu genutzt, um hohe Drops zu bauen.